# Suka Damai (Timang Gajah)
Suka Damai is een bestuurslaag in het regentschap Bener Meriah van de provincie Atjeh, Indonesië. Suka Damai telt 673 inwoners (volkstelling 2010).